# Christoffel Jacobsz van der Laemen
Christoffel Jacobsz van der Laemen noto anche come Christoffel van der Laemen, Christoffel Jacobsz van der Lamen e Christoffel Jacobsz. van der Laenen (1607 – 1651 circa) è stato un pittore fiammingo specializzato in allegre compagnie ed eleganti figure.

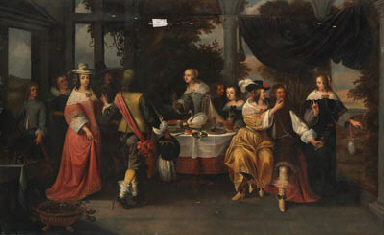
Elegante compagnia a tavola

I suoi temi preferiti erano i giocatori di carte e backgammon, le scene di bordello, il figliol prodigo, la danza, la musica e cibi e bevande ambientati in eleganti sale, locande e giardini.

## Biografia
Era figlio di Jacob van der Laemen e Anna Dirkx (o probabilmente Anna Lemmens). Gli storici non sono concordi sul suo luogo di nascita, alcuni indicano Bruxelles ed altri Anversa.

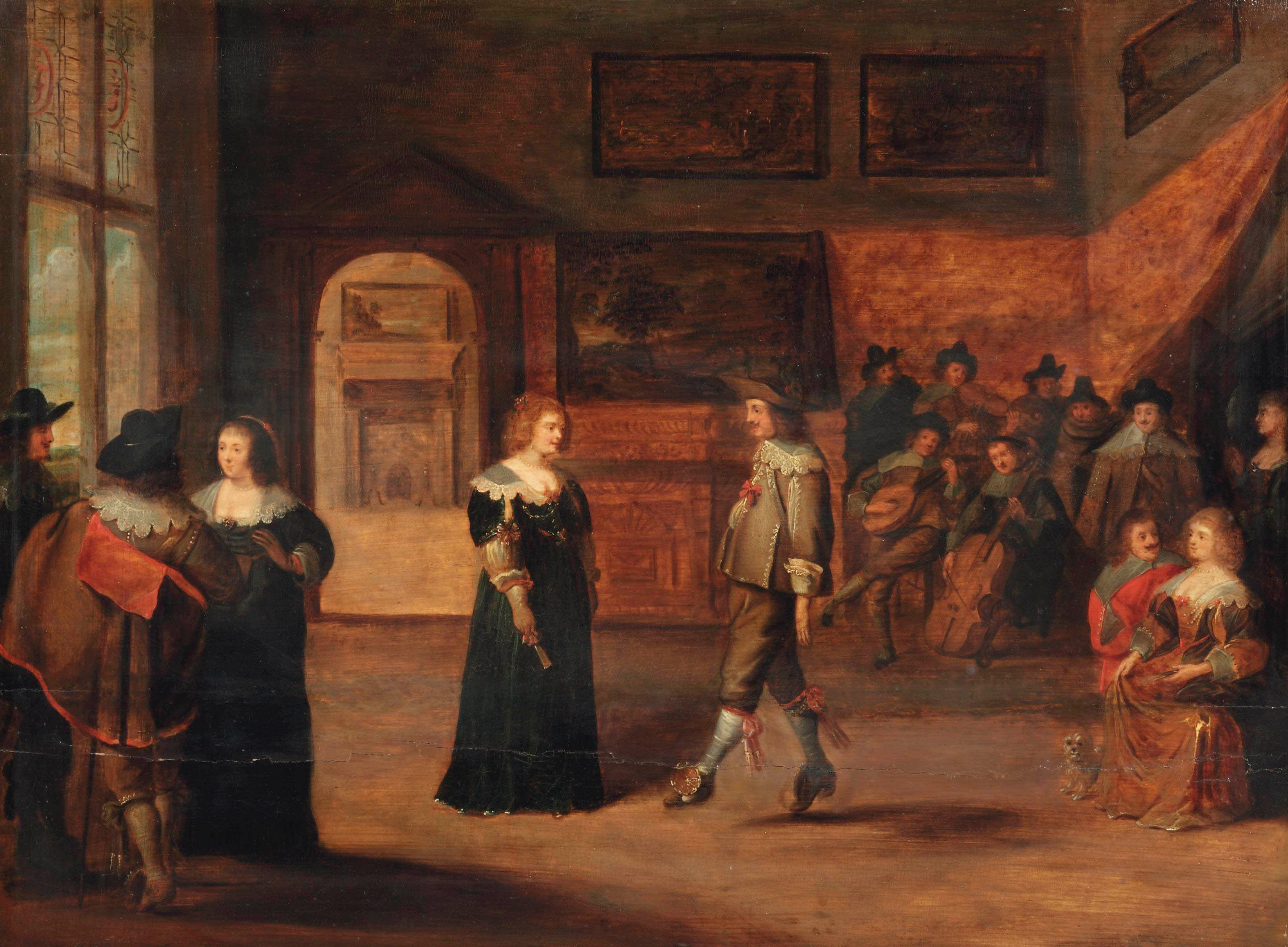
Elegante compagnia che balla e fa musica in un interno

Bruxelles è stata proposta come possibile luogo di nascita perché suo padre, pittore e mercante d'arte di Anversa, operò a Bruxelles tra il 1613 e il 1620. È possibile, invece, che sia nato ad Anversa, ma che la registrazione del suo battesimo sia andata perduta da quando i registri della chiesa di Sant'Andrea di Anversa, per il periodo in cui probabilmente nacque (qualche tempo tra il 21 agosto 1606 e il 29 marzo 1607) non esistono più. La sua data di nascita è ampiamente collocata tra il 1606 e il 1620 e fu iniziato alla pittura da suo padre.
Venne registrato come wine-master (figlio di un maestro) ad Anversa, nella Corporazione di San Luca, nel 1636/37. L'anno successivo ebbe come allievo Hieronymus Janssens
Quando sposò Maria Michielsen, nel 1642, I pittori Paul Rijckaert e Adriaen Michielsen furono testimoni.  La coppia ebbe sei figli. Dovrebbe essere morto tra il 22 settembre 1651 e il 17 settembre 1652, poiché nella prima data risultava presente al battesimo di sua figlia e nella seconda risultano pagate alla corporazione le spese per il funerale.

## Opere
Christoffel van der Laemen è noto per le sue scene di allegre compagnie vestite con abiti eleganti. Le composizioni riprendono molti dei temi comuni nella pittura di genere del XVII secolo, come i giocatori di carte e backgammon, le scene di bordelli, la parabola del figlio prodigo, la danza, la musica e cibi e bevande ambientati in sale eleganti, locande e giardini.

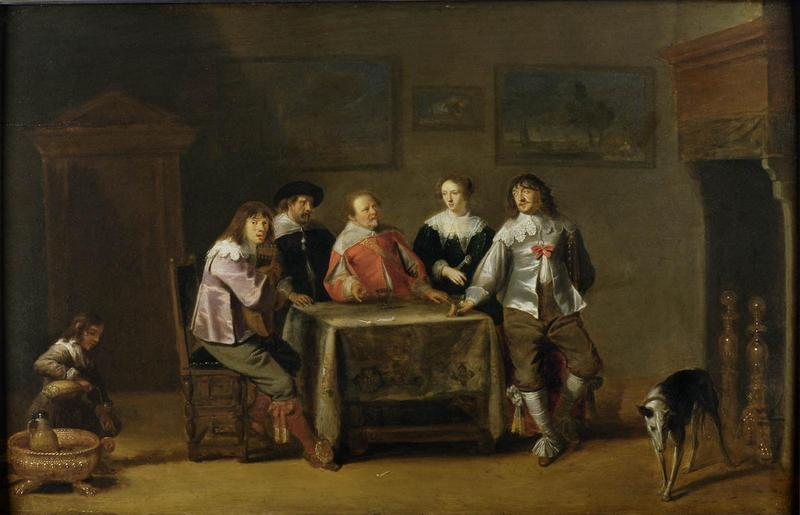
Persone eleganti in un interno

I temi delle persone eleganti che si divertono vennero sviluppati per la prima volta nel XVI secolo. Le scene danzanti appaiono particolarmente frequentemente nell'opera di van der Laemen. Nelle tradizioni iconografiche di quel tempo, le scene di danza erano collegate alle rappresentazioni del peccato della lussuria. Nelle sue scene danzanti, van der Laemen inseriva immagini con scene religiose sulle pareti di fondo in modo che l'atto peccaminoso della danza raffigurato nel dipinto potesse essere neutralizzato dal messaggio religioso presente nelle immagini di sfondo. Un esempio si trova in Serata danzante in un interno (Statens Museum for Kunst) dove una festa danzante in una grande sala è sovrastata da un grande dipinto sospeso sul camino, sullo sfondo, che rappresenta la Pesca miracolosa del Nuovo Testamento. Il suo allievo Hieronymus Janssens divenne ancora più strettamente legato al soggetto delle scene di danza, che gli valse il soprannome di "ballerino".

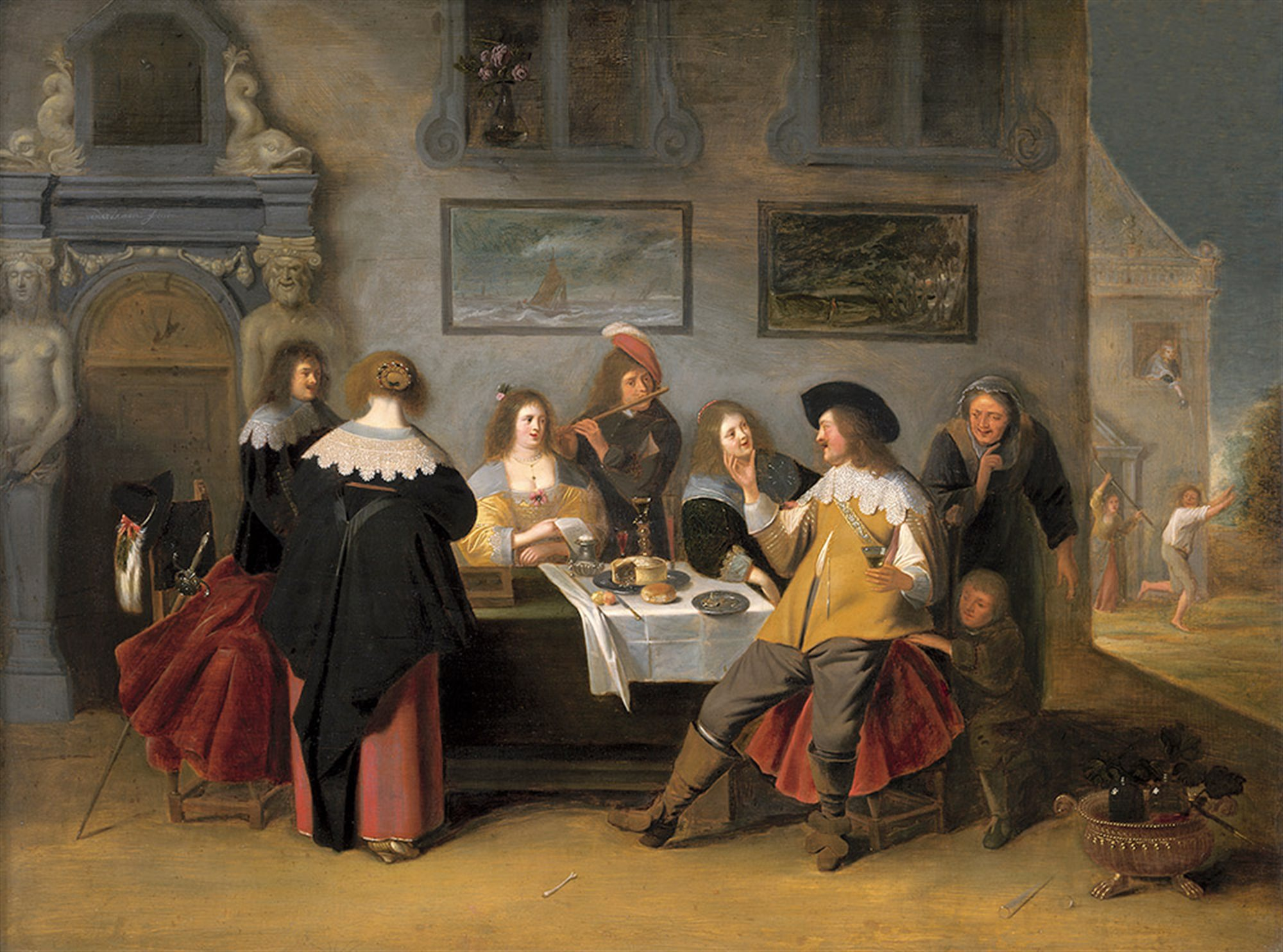
Il figliol prodigo

Van der Laemen tornò regolarmente al tema del figliol prodigo. Delle versioni conosciute, una è stata venduta alla Christie's ad Amsterdam il 14 novembre 2007, lotto 207, una seconda è stata venduta da Christie's a New York il 5 ottobre 1995, lotto 127 e una terza aa Sotheby's a Londra il 12 febbraio 2008, lotto 135. C'è anche una versione nel Museo del Louvre. Le varie versioni combinano due degli episodi chiave raccontati nel Nuovo Testamento. Sullo sfondo a destra è raffigurato il destino del figlio dissoluto dopo aver sperperato tutti i suoi averi ed essere caduto povertà. Il giovane viene mostrato inseguito in un bordello. Nella scena centrale in primo piano il giovane si diverte e spende i suoi soldi per delle ragazze, bevande e giochi d'azzardo. Anche se l'immagine non fa direttamente riferimento alla storia biblica, è chiaro che il figliol prodigo è finito in una società discutibile. Una donna anziana, molto probabilmente una gestrice di bordello, sta istigando un ragazzo a rubargli la borsa. La storia del figliol prodigo offre al pittore l'opportunità di mostrare il suo talento. Le eleganti figure con il loro abbigliamento colorato e la sontuosa natura morta ([pronkstilleven]) sul tavolo aggiungono fascino al dipinto. L'uomo tiene in mano un bicchiere a flauto con vino rosso. L'immagine mostra parallelismi con le allegre opere di artisti olandesi, come Dirck Hals. Lo stile di Van der Laemen è, tuttavia, più pittorico, più veloce e più flessibile, e usa spesso un impasto. I contorni sono mantenuti vaghi e questo effetto sfumato mette le figure in rilievo.

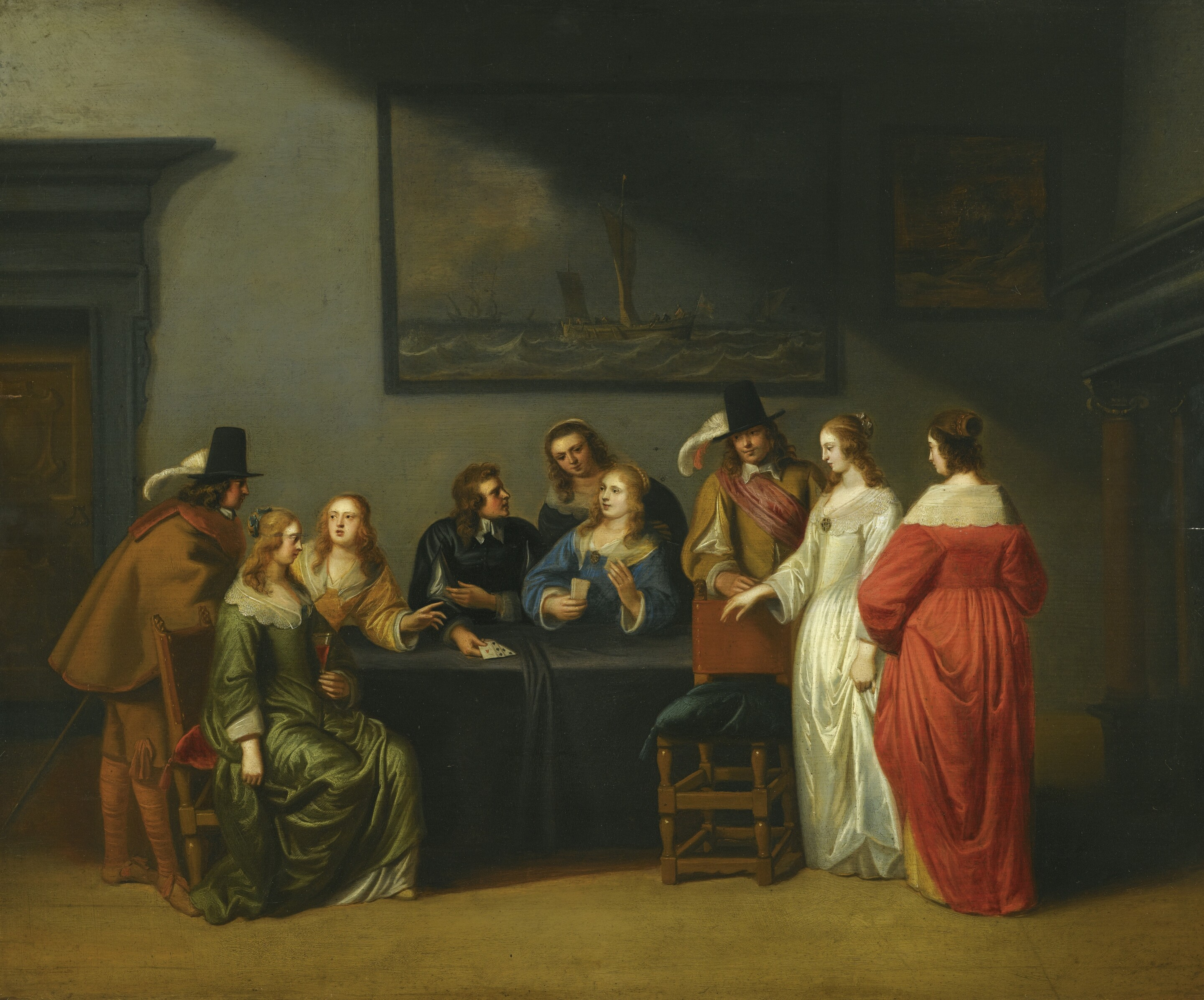
Interno con giocatori di carte

Si ritiene che il pittore di genere polacco-olandese, Laurence Neter, che probabilmente lavorò per qualche tempo a Middelburg, vicino ad Anversa, sia stato influenzato dagli allegri dipinti di Van der Laemen. Probabilmente Neter fu ispirato dai motivi di van der Laemen nelle sue scene danzanti.